# Artur Kajumow
Artur Adisowicz Kajumow, ros. Артур Адисович Каюмов (ur. 14 lutego 1998 w Podgornyj) – rosyjski hokeista narodowości tatarskiej, reprezentant Rosji, olimpijczyk.

## Kariera
- Łokomotiw Jarosław do lat 16 (2013–2014)
- Łokomotiw Jarosław do lat 17 (2014–2015)
- Łoko-Junior Jarosław (2014–2015)
- Łoko Jarosław (2014–2015)
- Rosja U-18 (2015-2016)
- Łoko Jarosław (2016–2019)
  -  Łoko-Junior Jarosław (2017)
  -  HK Riazań (2017)
- Łokomotiw Jarosław (2016-)

Wychowanek Łokomotiwu Jarosław. W zespołach juniorskich klubu grał w ligach MHL-B (potem NMHL) i MHL, przy czym w sezonie MHL (2015/2016) występował w barwach drużyny Rosji do lat 18. Od 2016 ponownie grał w zespołach jarosławskich, w tym podjął występy w seniorskim Łokomotiwie w rozgrywkach KHL. Pod koniec grudnia 2019 przedłużył kontrakt z tym klubem o dwa lata.
Uczestniczył w turnieju mistrzostw świata juniorów do lat 20 edycji 2018. Od sezonu 2018/2019 seniorski reprezentant Rosji. W barwach reprezentacji Rosyjskiego Komitetu Olimpijskiego uczestniczył w turnieju zimowych igrzysk olimpijskich 2022.

## Sukcesy
Reprezentacyjne
- Srebrny medal zimowych igrzysk olimpijskich: 2022

Klubowe
- Brązowy medal NMHL: 2017 z Łoko-Junior Jarosław
- Pierwsze miejsce w Dywizji Północny Zachód w sezonie zasadniczym MHL: 2015 z Łoko Jarosław
- Pierwsze miejsce w Konferencji Zachód w sezonie zasadniczym MHL: 2015, 2018 z Łoko Jarosław
- Pierwsze miejsce w sezonie zasadniczym MHL: 2018 z Łoko Jarosław
- Złoty medal MHL /  Puchar Charłamowa: 2018, 2019 z Łoko Jarosław
- Złoty medal mistrzostw Rosji: 2025 z Łokomotiwem
- Puchar Gagarina: 2025 z Łokomotiwem

Indywidualne
- KHL (2023/2024):
  - Piąte miejsce w klasyfikacji kanandyjskiej w fazie play-off: 14 punktów
  - Czwarte miejsce w klasyfikacji +/- w fazie play-off: +9